# Conoeca stictoptera
Conoeca stictoptera är en fjärilsart som beskrevs av Oswald Beltram Lower 1920. Conoeca stictoptera ingår i släktet Conoeca och familjen säckspinnare. Inga underarter finns listade i Catalogue of Life.